# Antonio Pergreffi
Antonio Pergreffi (Bergamo, 6 maggio 1988) è un calciatore italiano, difensore e capitano del Modena.

## Caratteristiche tecniche
Gioca come difensore centrale, di piede mancino; all'inizio della carriera ha giocato anche come terzino sinistro. Elemento grintoso, abile in marcatura e non raffinato sul piano tecnico, nel corso della carriera ha mostrato una certa propensione al gol.

## Carriera
Inizia nel settore giovanile dell'AlbinoLeffe, arrivando fino alla formazione Primavera. A partire dal 2006 milita in numerose formazioni dilettantistiche del Bergamasco, tra Serie D, Eccellenza e Promozione. Nel 2015 passa al Lecco, in Serie D, con cui disputa una stagione di alto livello; al termine del campionato viene così ingaggiato dal Piacenza, neopromosso in Serie C. Con gli emiliani esordisce nel professionismo a 28 anni; gioca quattro stagioni di Serie C da titolare fisso e indossa anche la fascia di capitano della formazione biancorossa, con cui sfiora la promozione in Serie B nel 2019.
Al termine del campionato di Serie C 2019-2020, interrotto dalla pandemia di COVID-19, lascia il Piacenza a causa della scelta della società di contenere i costi. Viene quindi ingaggiato dal Modena, sempre in Serie C, dove ritrova l'ex compagno e direttore sportivo al Piacenza Luca Matteassi. Con i gialloblù conquista, da capitano, la promozione in Serie B al termine del campionato 2021-2022, e vince anche la Supercoppa di Serie C.
Debutta nella serie cadetta a 34 anni, il 14 agosto 2022 nella sconfitta interna contro il Frosinone (0-1). Mantiene il ruolo di titolare anche nella categoria superiore, chiudendo la stagione con 31 presenze, e nel marzo 2023 rinnova il suo contratto con il Modena fino al giugno 2025. Nella sua terza stagione nella serie cadetta disputa solamente 6 partite, a causa della rottura del legamento crociato anteriore del ginocchio sinistro. Nel giugno 2025 rinnova il suo contratto, vicino alla scadenza, per una ulteriore stagione.

## Statistiche

### Presenze e reti nei club
Statistiche aggiornate al 6 ottobre 2024.
| Stagione        | Squadra         | Campionato      | Campionato | Campionato | Coppe nazionali | Coppe nazionali | Coppe nazionali | Coppe continentali | Coppe continentali | Coppe continentali | Altre coppe | Altre coppe | Altre coppe | Totale | Totale |
| Stagione        | Squadra         | Comp            | Pres       | Reti       | Comp            | Pres            | Reti            | Comp               | Pres               | Reti               | Comp        | Pres        | Reti        | Pres   | Reti   |
| --------------- | --------------- | --------------- | ---------- | ---------- | --------------- | --------------- | --------------- | ------------------ | ------------------ | ------------------ | ----------- | ----------- | ----------- | ------ | ------ |
| 2014-2015       | Pontisola       | D               | 31         | 1          | CI-D            | 0               | 0               | -                  | -                  | -                  | -           | -           | -           | 31     | 1      |
| 2015-2016       | Lecco           | D               | 36+2       | 5          | CI-D            | 1               | 0               | -                  | -                  | -                  | -           | -           | -           | 39     | 5      |
| 2016-2017       | Piacenza        | LP              | 36+3       | 1          | CI-LP           | 2               | 0               | -                  | -                  | -                  | -           | -           | -           | 41     | 1      |
| 2017-2018       | Piacenza        | C               | 33+4       | 3          | CI+CI-C         | 3+0             | 0               | -                  | -                  | -                  | -           | -           | -           | 40     | 3      |
| 2018-2019       | Piacenza        | C               | 34+4       | 1          | CI+CI-C         | 1+1             | 0               | -                  | -                  | -                  | -           | -           | -           | 40     | 1      |
| 2019-2020       | Piacenza        | C               | 24         | 5          | CI+CI-C         | 1+3             | 0+1             | -                  | -                  | -                  | -           | -           | -           | 28     | 6      |
| Totale Piacenza | Totale Piacenza | Totale Piacenza | 127+11     | 10         |                 | 5+6             | 1               |                    | -                  | -                  |             |             |             | 149    | 11     |
| 2020-2021       | Modena          | C               | 31+2       | 3          | CI              | 1               | 0               | -                  | -                  | -                  | -           | -           | -           | 34     | 3      |
| 2021-2022       | Modena          | C               | 33         | 2          | CI-C            | 3               | 1               | -                  | -                  | -                  | SC-C        | 2           | 0           | 38     | 3      |
| 2022-2023       | Modena          | B               | 31         | 2          | CI              | 2               | 0               | -                  | -                  | -                  | -           | -           | -           | 33     | 2      |
| 2023-2024       | Modena          | B               | 24         | 0          | CI              | 1               | 0               | -                  | -                  | -                  | -           | -           | -           | 25     | 0      |
| 2024-2025       | Modena          | B               | 6          | 0          | CI              | 1               | 0               | -                  | -                  | -                  | -           | -           | -           | 7      | 0      |
| Totale Modena   | Totale Modena   | Totale Modena   | 125+2      | 7          |                 | 8               | 1               |                    | -                  | -                  |             | 2           | 0           | 137    | 8      |
| Totale carriera | Totale carriera | Totale carriera | 334        | 23         |                 | 20              | 2               |                    | -                  | -                  |             | 2           | 0           | 355    | 25     |

## Palmarès

### Club

#### Competizioni regionali
- Eccellenza: 1

AlzanoCene: 2007-2008 (girone B)

#### Competizioni interregionali
- Campionato italiano Serie C: 1

Modena: 2021-2022 (girone B)

#### Competizioni nazionali
- Supercoppa Serie C: 1

Modena: 2022